# National Anthem
"National Anthem" é uma canção da cantora e compositora norte-americana Lana Del Rey, contida em seu segundo álbum de estúdio, intitulado Born to Die (2012). Composta por Del Rey, The Nexus e Justin Parker, foi produzida por Emile Haynie e Jeff Bhasker. O lançamento da música como o quinto single do disco ocorreu em 8 de julho de 2012, pela gravadora Interscope. Trata-se de uma faixa dos gêneros hip-hop alternativo, pop rock e indie pop, e sua letra abrange temas como dinheiro, sexo e ganância corporativa.
Os membros da crítica apreciaram a música pela tristeza interpretada por Del Rey, embora também tenham admirado as batidas de hip hop presentes em alguns versos da canção. A faixa teve um desempenho moderado nas tabelas musicais, chegando a quadragésima posição na Ultratop (Flandres) da Bélgica e a 92ª na parada UK Singles Charts do Reino Unido, além de aparecer no número 152 na francesa compilada pela Syndicat National de l'Édition Phonographique.
O videoclipe oficial do single, dirigido por Anthony Mandler, foi divulgado em 27 de junho de 2012. Nele, Del Rey interpreta Marilyn Monroe e Jacqueline Onassis, enquanto o rapper US $ AP Rocky retrata o marido da última, o presidente John F. Kennedy. Na maior parte do tempo são mostrados momentos românticos, festivos, e íntimos do casal, ao lado de amigos ou de seus três filhos pequenos, em reconstituições de vídeos caseiros da verdadeira Família Kennedy. Em Janeiro de 2015 a revista Billboard afirmou que o videoclipe de National Anthem é o 8º melhor da década de 2010.

## Composição e divulgação
"National Anthem" é uma canção dos gêneros hip-hop alternativo, pop rock e indie pop, escrita por Del Rey, The Nexus e Justin Parker. Parker já trabalhou em outras canções com Del Rey, tais como "Video Games" e "Born to Die". A faixa vazou na internet no dia 5 de janeiro de 2012, sendo que ainda não havia sido publicado que a obra estaria presente no álbum Born To Die. No dia 19 de junho de 2012, Del Rey divulgou a arte da capa e anunciou que o single seria lançado no dia 8 de julho do mesmo ano. A faixa funciona de forma tranquila com elementos de guitarra, teclado e baixas batidas de tambor. De acordo com a partitura publicada no Musicnotes.com pela Alfred Publishing, a canção possui um metrônomo de 85 batidas por minuto, e foi composta na chave de Mi bemol maior. O alcance vocal de Del Rey está entre a nota G3 e Bb4.
Em 3 de março de 2012, Del Rey apresentou a canção no teatro El Rey Theatre em Los Angeles, Califórnia. A canção também foi apresentada em um show localizado em Madri, na Espanha. Em julho do mesmo ano, a cantora interpretou a canção ao vivo no festival Super Bock Super Rock em Portugal. A interprete participou do iTunes Festival em London onde interpretou à música. Ainda em 2012, a cantora teve a oportunidade de atuar no evento 'Hackney Weekend', criado pela Radio BBC 1. Na ocasião a interprete cantou sete canções, dentre elas "National Anthen". Em novembro de 2013, a canção foi interpretada pela cantora no show de Belo Horizonte, Brasil, no Festival Planeta Terra,em São Paulo, no dia 9 de novembro e em seu show no Rio de Janeiro, dia 10 no citibank hall. Em sua passagem no México, várias canções foram interpretadas no Pepsi Center, incluindo "National Anthem". A música faz parte do repertório oficial das turnês Born to Die Tour e Paradise Tour, que percorreram América do Norte, Europa e Oceania.

## Recepção crítica
No geral, "National Anthem" foi bem recebida pela crítica especializada. Robert Copsey, escrevendo para o website britânico Digital Spy, avaliou a canção com cinco estrelas, afirmando que "há uma tristeza profunda debaixo da arrebatadora seção de cordas e das batidas de hip-hop, mas é o vislumbre passageiro do coro eufórico que fará você voltar [a ouvir a música]". Por sua vez, Tárik de Souza, da revista Billboard Brasil, colocou a faixa ao lado de "Dark Paradise" e "Million Dollar Man" como "orquestrações suntuosas e hinos à dissipação". Kia Makarechi, escrevendo para o jornal norte-americano The Huffington Post, observou que os produtores da canção — Emile Haynie e Jeff Bhasker — são "dois maestros com currículos ricos em produções de hip-hop e rap". Kyle Anderson, da Entertainment Weekly, notou que a melodia da canção "não combina com o rap".
Bill Lamb, do site About.com, admirou a canção, dizendo que "a letra da música parece estar perdida em uma mistura confusa de dinheiro, sexo e ganância corporativa, mas é o arranjo excitante e gracioso que solidifica o ponto de vista da canção como uma crítica inteligente a uma sociedade que é tão confusa como estas palavras". Alex Denney, da revista NME, observou que a faixa apresenta "batidas infelizes", com uma "sedução impecável", e a comparou com "Video Games". O site americano Sputnikmusic, afirmou que é "muito cativante", mas que "liricamente, é uma bagunça, uma coleção de frases que não significam nada". Segundo Katy Freitas, do Território da Música, a voz da cantora soa "bem grave, meio deprimida, um pouco sombria e canta sobre um estilo de vida moderna e meio vida louca".

## Faixas e formatos
Del Rey esteve envolvida em todo processo das remisturas feitas para promover o single nas rádios. Foi feito uma remix da canção por Fred Falke, outro veio do Tensnake e um último por BretonLABS. Mais tarde foi feita outra versão do compacto, desta vez editada por Afterlife.
| CD single |                                     |         |  |
| N.º       | Título                              | Duração |  |
| 1.        | "National Anthem" (Versão do álbum) | 3:50    |  |

| EP digital |                                           |         |  |
| N.º        | Título                                    | Duração |  |
| 1.         | "National Anthem" (Versão do álbum)       | 3:50    |  |
| 2.         | "National Anthem" (Fred Falke Remix Edit) | 3:46    |  |
| 3.         | "National Anthem" (Tensnake Remix)        | 3:43    |  |
| 4.         | "National Anthem" (Afterlife Remix)       | 3:48    |  |

| Vinil |                                      |         |  |
| N.º   | Título                               | Duração |  |
| 1.    | "National Anthem" (Versão do álbum)  | 3:50    |  |
| 2.    | "National Anthem" (BretonLABS Remix) | --:--   |  |

## Videoclipe

### Antecedentes

O vídeo recria momentos reais vividos pela família Kennedy, principalmente à Hyannis Port.

O vídeo musical de "National Anthem" tem quase oito minutos de duração e foi dirigido por Anthony Mandler. Em entrevista à rádio britânica BBC 1, Lana Del Rey explicou que foi ela quem concebeu o tratamento inicial para o vídeo, afirmando também: "Este vídeo é definitivamente a coisa mais linda que eu já fiz". A própria cantora pensou em US $ AP Rocky para retratar seu par romântico porque, segundo a própria, "ele seria perfeito para estrelar isso". O rapper, em entrevista à revista norte-americana Billboard, afirmou que, apesar de "já ter uma queda" pela cantora após vê-la e ouvi-la pela primeira vez na internet, eles nunca haviam sequer falado um com o outro. Entretanto, após saber que Del Rey havia dito anteriormente à revista Complex que ele era seu rapper favorito, ele quis trabalhar com ela imediatamente.
O videoclipe foi produzido em maio de 2012. Em 26 de junho, Del Rey divulgou duas imagens dela através de sua conta no Facebook; na primeira vê-se a cantora num conversível, usando um véu, com os cabelos soltos e olhando para trás. Uma tarja com a frase "Red white blue in the skies" cobre seus olhos, enquanto uma outra, com os dizeres "Summer's in the air/ And baby heaven's in your eyes", aparece na parte de baixo da foto. Na segunda imagem ela está de pé, com um longo vestido branco numa espécie de evento presidencial, com a frase "Tell me I'm your National Anthem". No mesmo dia, Del Rey utilizou novamente uma rede social — desta vez o Twitter — para divulgar um trailer de quatro minutos da versão final de "National Anthem". O videoclipe oficial foi liberado em 28 de junho de 2012 no Youtube.

### Sinopse
O vídeo mostra o romance entre Jacqueline Kennedy Onassis e o presidente norte-americano John F. Kennedy, retratados por Lana Del Rey e pelo rapper US $ AP Rocky. Ele começa com uma cena em preto-e-branco de Del Rey cantando "Happy Birthday, Mr. President" para seu marido, em referência ao mesmo episódio ocorrido em 1962 com a atriz Marilyn Monroe — apesar dela ser uma conhecida amante, e não esposa, de Kennedy. O restante do clipe, agora em cores, mostra o casal em momentos românticos, festivos e íntimos, ao lado de amigos ou de seus três filhos pequenos, em reconstituições de vídeos caseiros da verdadeira Família Kennedy. Ele termina com o assassinato de JFK em Dallas, e, conforme a canção acaba, Del Rey faz a leitura de um diálogo legítimo de Onassis sobre como era sua relação com Kennedy; ela diz: "E eu me lembro quando o conheci. Era tão claro que ele era o único para mim. Nós dois soubemos imediatamente. Com o passar dos anos, as coisas ficaram mais difíceis e fomos confrontados com mais desafios".

### Recepção
"Há uma espécie de micro-comentário de 'Esta é a nova realeza', você sabe, A$AP e Lana, tentando escolher duas pessoas para talvez representar a próxima geração de algo. Eu acho que mesmo com um presidente afro-americano, é ainda controverso vê-lo [A$AP] sentado e interpretando JFK, ainda é um tabu, mesmo que não devesse ser."

O videoclipe foi bem recebido pela crítica. James Montgomery, do canal MTV, disse que ele "é carregado tanto de um comentário social quanto político". Ele também enfatizou que o mesmo é "uma representação muito verdadeira do amor que duas pessoas compartilham", elogiando ainda a direção de Mandler. De forma semelhante, Tyler K. McDermott, da revista sobre música Billboard, comentou que "tanto Del Rey quanto Rocky abraçam seus personagens completamente, exalando uma química natural entre os dois, com beijos furtivos em vários pontos do vídeo".
Kia Makarechi, escrevendo para o jornal norte-americano The Huffington Post, observou que, ignorando-se o fato de que a canção chama-se "National Anthem", não há qualquer referência a JFK (ou mesmo a política) nas letras, apenas "a um homem bonito e rico", e que a escolha de US $ AP Rocky foi "interessante". Ray Rahman, da revista Entertainment Weekly, aclamou o vídeo como "absurdamente épico", dizendo que Mandler "mistura uma versão da elite costeira da era Mad Men com o dia da morte do presidente. E uma pitada de Grey Gardens no meio, porque, você sabe, são os Kennedys!". Em sua revisão, Ernest Baker, da revista Complex, comparou treze imagens do clipe com fotos verdadeiras dos Kennedy, e, apontando as semelhanças entre elas, afirmou que o vídeo possui uma "autenticidade surpreendente".
Robbie Daw, do blog musical Idolator, gostou do vídeo, comentando que ele consegue conciliar cenas modernas — como quando todos dançam hip hop numa festa — com um ambiente nostálgico, e observou que a ideia de um casal interracial na Casa Branca era, até então, inédita. O diretor Anthony Mandler declarou à MTV que o clipe "era destinado a criar conversa, e não controvérsia". Ele afirmou que tentou explorar o arquétipo dos Kennedy, mas de forma a respeitar o legado da família, salientando que o vídeo "nunca foi sobre como recriar uma cena da morte [de JFK], foi sempre sobre a pessoa sentada ao lado dele". US $ AP Rocky, em entrevista a um repórter alemão, disse acreditar que as pessoas só entenderiam realmente o clipe em 2015, e que esse era o propósito de Del Rey.
A revista Billboard, em Janeiro de 2015 colocou o videoclipe de National Anthem na 8ª posição da lista de melhores da década de 2010. "Um monte de garotas gostaria de ser Jackie O, e um monte de caras não se importaria em ser JFK. Poxa, ser Lana Del Rey ou A$AP Rocky não seria muito ruim também. A realidade é dura, mas olha, assistir Lana e A$AP estrelando nessas fantasias no clipe do diretor Anthony Mandler por sete minutos e meio foi um bom acordo.", disse a revista ao justificar a escolha.

## Desempenho nas tabelas musicais
Após seu lançamento, "National Anthem" fez sua estreia nas tabelas musicais através da parada belga Ultratop (Flandres); a canção estreou um dia após seu lançamento oficial, que aconteceu em 8 de julho de 2012.‎ O single emplacou a trigésima sétima posição nos Estados Unidos. O tema alcançou seu pico na 152ª posição da lista da SNEP, onde passou apenas uma semana. O compacto também debutou na parada UK Singles Chart, publicada pela empresa britânica Official Charts Company (OCC), na semana de 21 de julho, no número 96 — conseguindo, mais tarde, a posição 92.